# Bombardování Nového Sadu (1944)

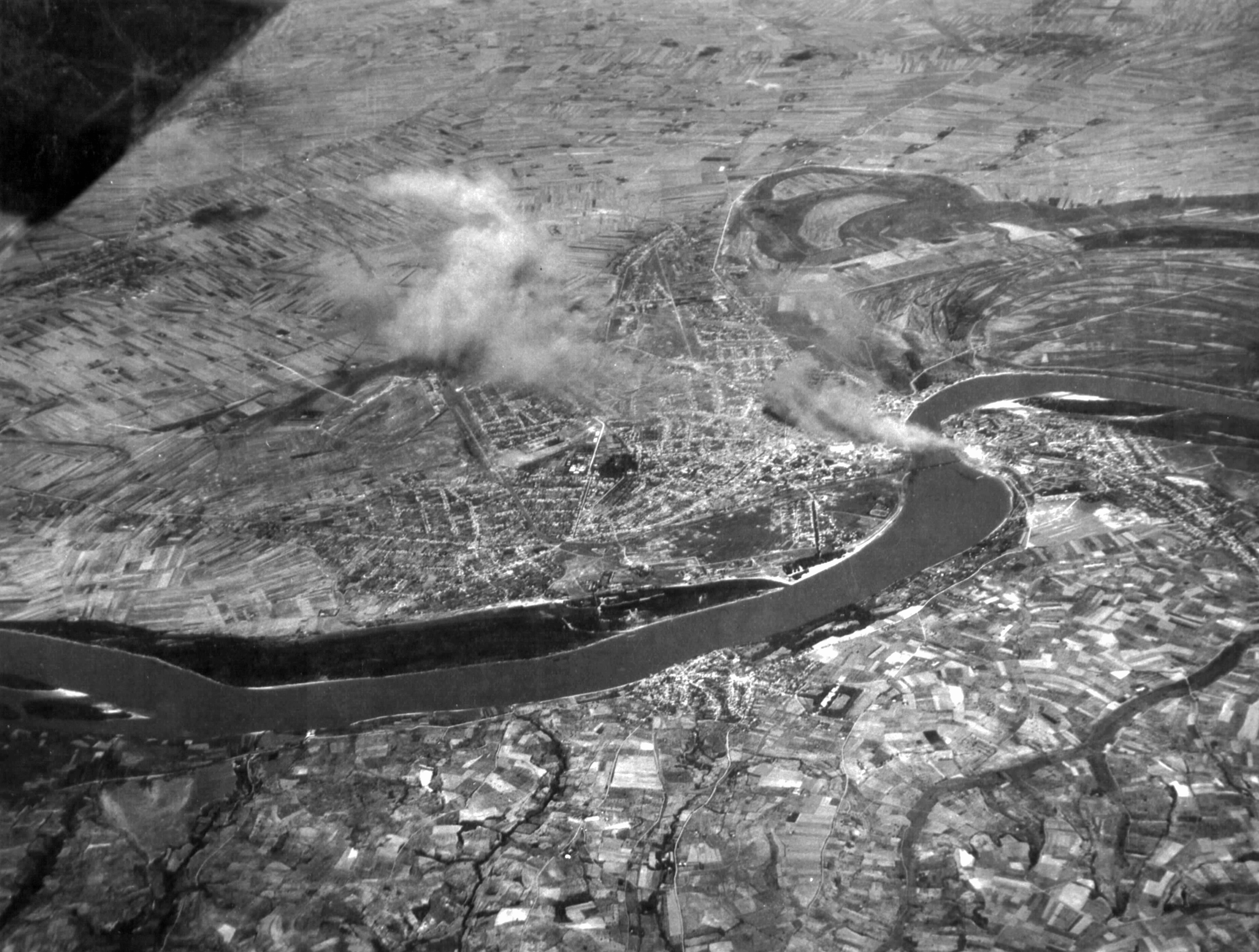
Letecký snímek na město po bombardování.

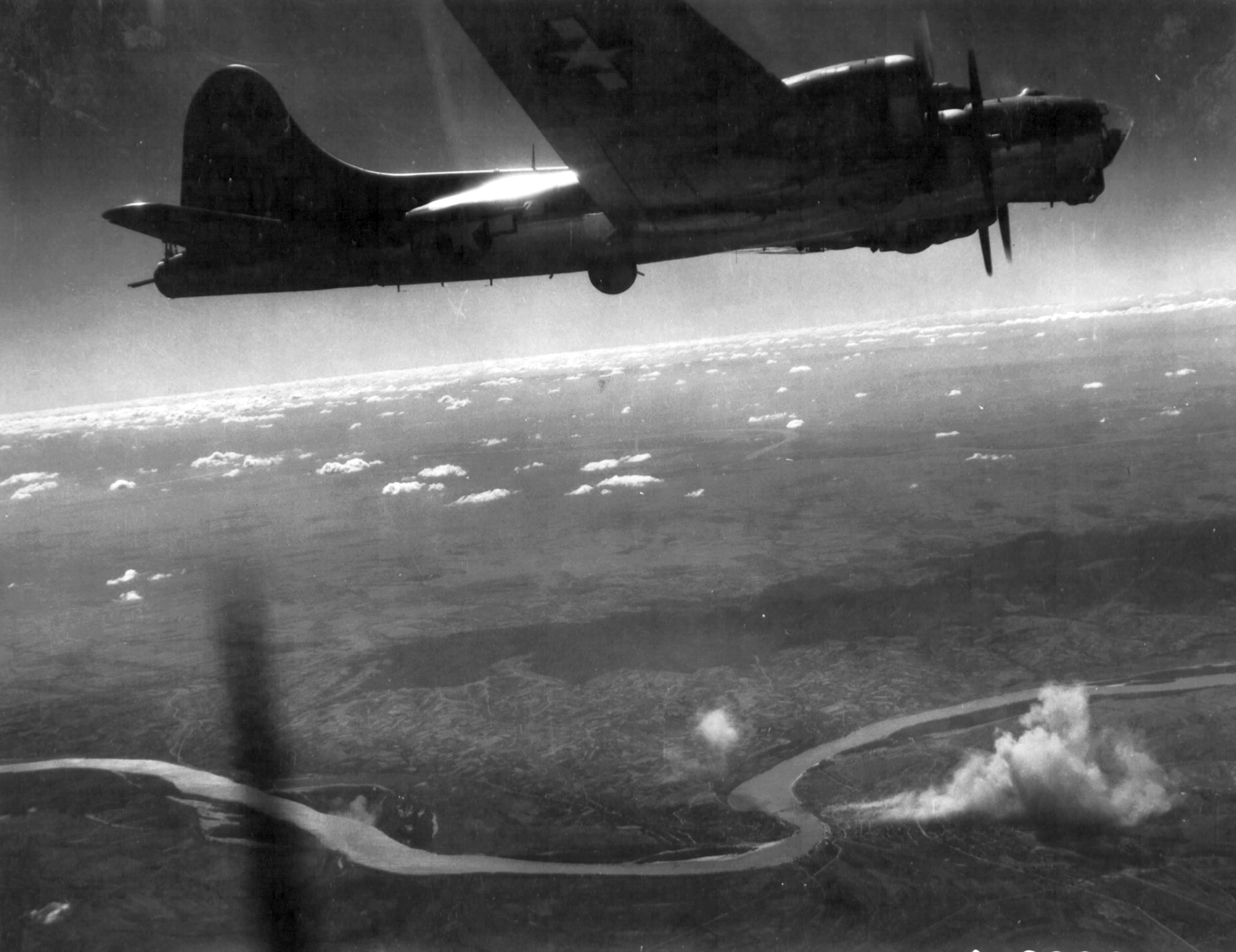
Americké letouny nadlétávající Novi Sad od severu.

Bombardování Nového Sadu se uskutečnilo v srpnu, září a říjnu 1944. Město, které bylo okupováno Maďarským královstvím (a anektováno), bombardovalo anglo-americké letectvo v rámci úderů na německé spojence. Letadla 15. armády byla vysílána ze základen v Itálii.

## Průběh
K prvnímu leteckému úderu došlo dne 7. srpna 1944 letouny B-24 Liberator. Bomby dopadly v blízkosti Dunaje a kanálu DTD. Cílem byly hlavně průmyslové podniky, továrny na výrobu leteckých součástí, textilní továrny apod. Vzhledem k nízké přesnosti amerických bombardérů byly poškozeny nejen samotné závody, ale i řada obytných domů v okolí. Německé vojsko nechalo nad městem umístit balonové baráže se spuštěnými kabely, které měly zabránit alespoň nízko letícím letounům. V okolí města byly rozmístěny protiletecké kanóny.
Další bombardování se uskutečnilo dne 16. srpna. Cílem leteckého útoku byla Petrovaradínská pevnost, kde byly umístěni ustašovští vojáci, dále potom některé bomby zasáhly Petrovaradín a jiné spadly do Dunaje. 30. srpna letecký úder vyřadil z provozu místní elektrárnu. Rozšířeny byly i zprávy, že bombardovalo letectvo i Rudé armády, to však bylo později vyvráceno.
Čtvrtý letecký úder se uskutečnil dne 6. září 1944, kdy byly cílem téměř všechny části města. Západní spojenci nasadili okolo sto letadel. Řada bomb, které byly svrženy, sice neexplodovaly, v blízkosti paláce Habag nicméně bomba zasáhla kryt s civilisty a byl zde nemalý počet obětí. Počty mrtvých po bombardování dosahovaly několik stovek. Bombardování pokračovalo ještě v průběhu měsíce září až do 21. září. Poté letouny město jen přelétávaly a neshazovaly bomby. V závěru října se Němci stahovali před blížícími se partyzány. Hlavním strategickým cílem byl železniční most, který se sice nepodařilo zničit[zdroj?], ale nechali jej nakonec strhnout ustupující němečtí vojáci.
Odhadovaný počet mrtvých z celého bombardování se pohybuje okolo 1000 lidí. Během druhé světové války byl značný počet obyvatel Nového Sadu vyhnán, zemřelo zhruba pět tisíc lidí. Také proto město získalo v roce 1975 titul město hrdina.[zdroj?]